# Транслитерация
Транслитерация (от латинските думи trans – пре(з) и littera – буква, букв. „презаписване“) е вид преобразуване на текст от един език и писмена форма в друг, който включва размяна на букви по предвидими начини, а в лингвистиката това е предаването на текст от една писмена система със средствата на друга писмена система, с помощта на определено съответствие между графемите на двете системи. Транслитерацията невинаги се съобразява с оригиналния изговор на текста.
За разлика от транскрипцията, при която се използват квадратни кавички - [ и ] в лексикографията или / и / в компютърната лингвистика, като при transliterate – /transˈlɪtеˌreɪt/, при съвременната транслитерация се използват триъгълни кавички. На гръцки например λλ се транслитерира като ⟨ll⟩.

## Примери
| Гръцка дума         | Транслитерация      | Транскрипция       | Английски превод  | Български превод |
| ------------------- | ------------------- | ------------------ | ----------------- | ---------------- |
| Ελληνική Δημοκρατία | Ellēnike Dēmokratia | Elinike Demokratía | Hellenic Republic | Република Гърция |
| Ελευθερία           | Eleutheria          | Eleftheria         | Freedom           | Свобода          |